# Thilo Hilpert
Thilo Hilpert (* 1947 in Köthen (Anhalt)) ist ein deutscher Architekt, Stadtsoziologe, Autor und emeritierter Professor der Architektur der Hochschule RheinMain in Wiesbaden.

## Leben
Thilo Hilpert siedelte mit seiner Familie 1951 aus der DDR in die BRD über, wo er in Ludwigshafen am Rhein aufwuchs und 1966 sein Abitur ablegte. 

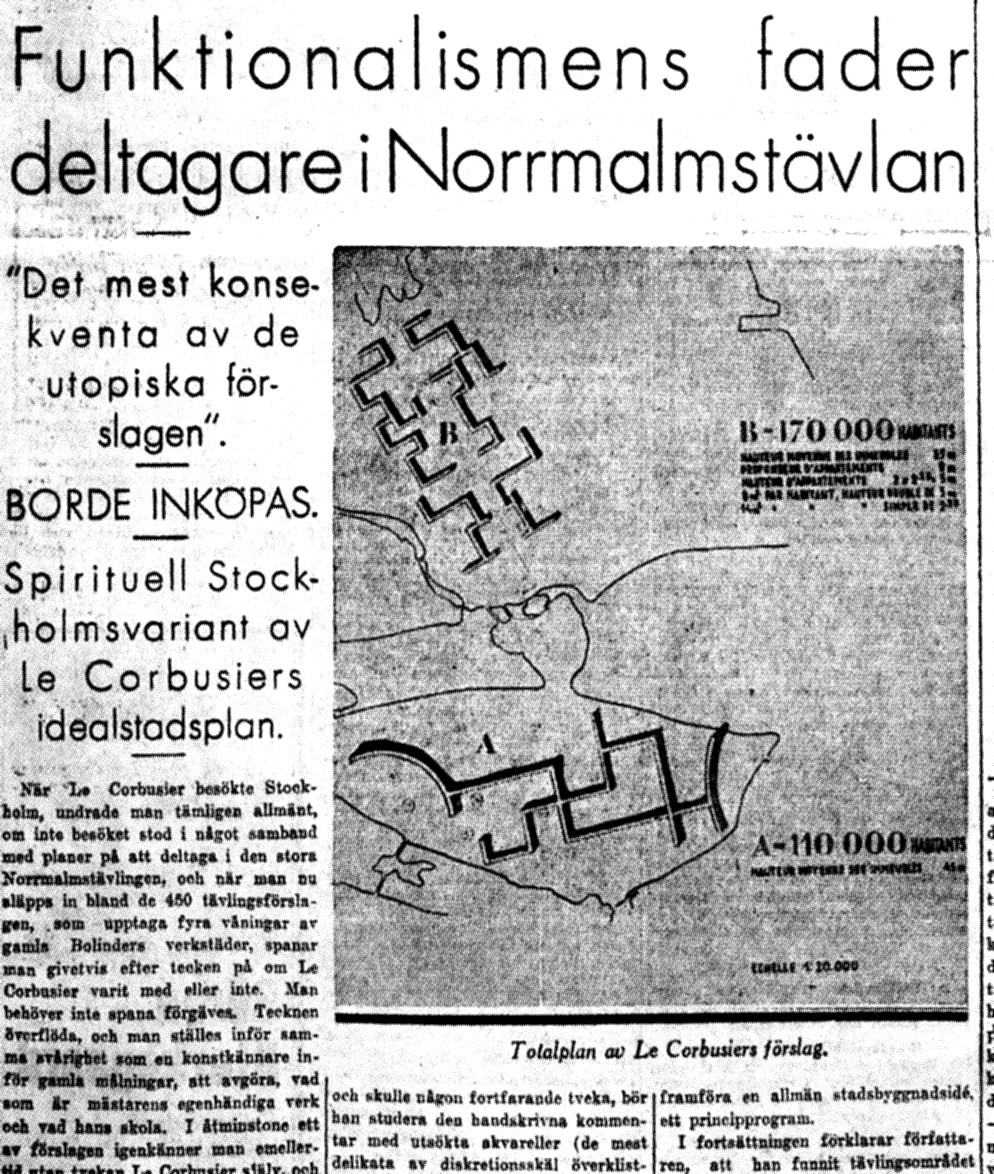
Svenska Dagbladet 23 december 1933: Le Corbusier Totalplan

Sein Vater war Architekt, Fotograf und Leiter einer großen Wohnungsbaugesellschaft. Schon als Jugendlicher reiste Hilpert nach Paris, Brüssel, Rom, Madrid und Istanbul. Er lernte den Regisseur Fritz Lang, den Philosophen Ernst Bloch und den Architekten Le Corbusier (Stipendium 1965 der Stadt Ludwigshafen) kennen.
Hilpert studierte von 1967 bis 1972 Soziologie, Germanistik und Kunstgeschichte in Mannheim und Göttingen (Magister), danach ab 1972 Architektur in Berlin und Paris und schloss sein Architekturstudium 1978 an der Universität Kaiserslautern mit dem Schwerpunkt Städtebau (bei Albert Speer jr.) ab. Er forschte ab 1970 in Paris am Nachlass Le Corbusiers über die städtebaulichen Konzepte der Moderne und promovierte bei dem Soziologen Hans Paul Bahrdt in Göttingen (Dr. disc. pol., summa cum laude).

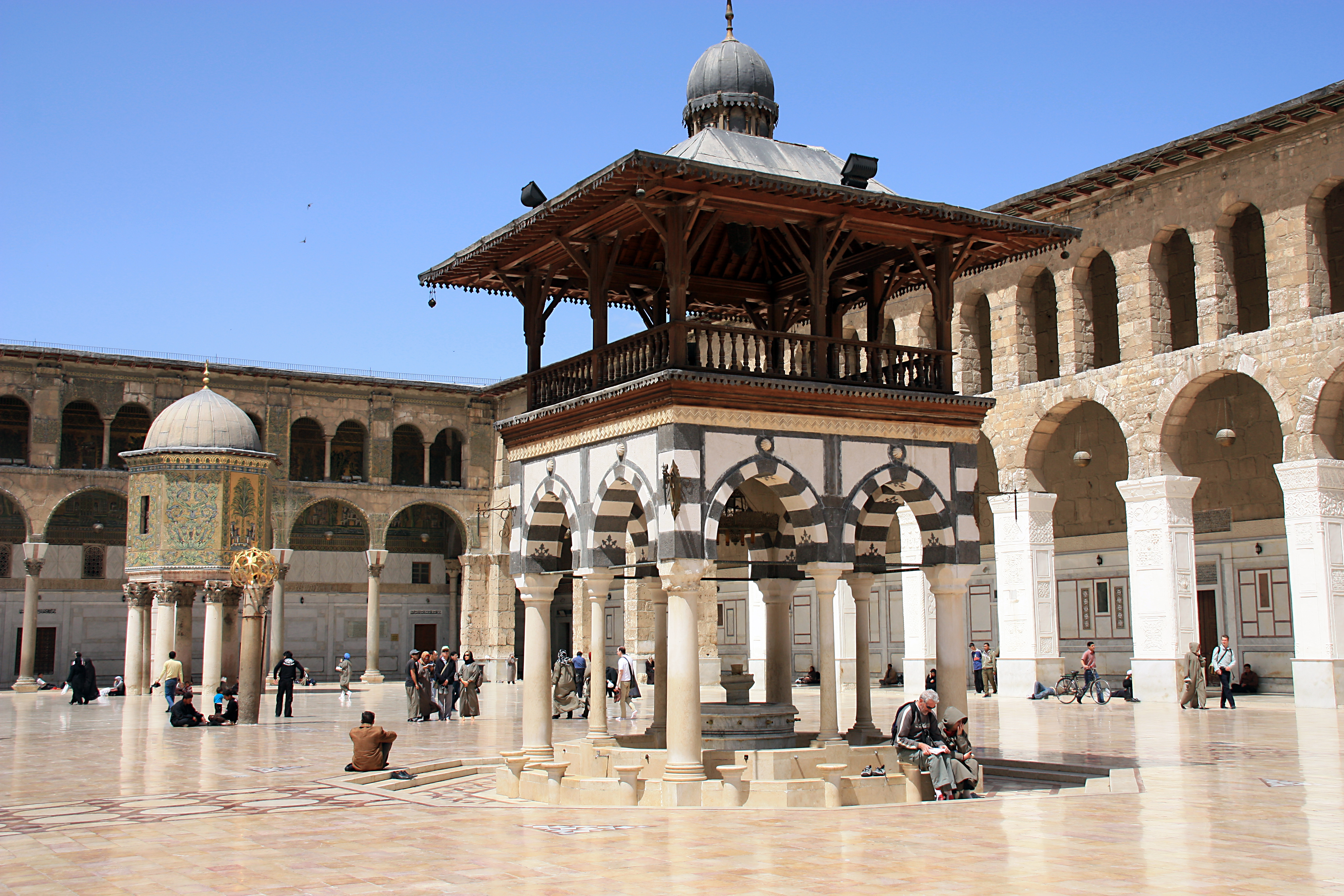
Umayyaden-Moschee Damaskus, Foto: Ulrich Waacke

1978 wurde Hilpert Assistent am Fachbereich Architektur an der TU Berlin, forschte und veröffentlichte über Fragen historischer Stadtstrukturen und moderner Stadtplanung (Funktionalismus, Bruno Taut, Prager Platz). 1983 habilitierte er zur kritischen Neuausgabe der „Charta von Athen“, lehrte von 1984 bis 1985 als Professor an der Universität Damaskus und baute dort ein postgraduierten Studium auf. Er plante mit Studenten der Universität Damaskus die Stadterneuerung der vom „Plan Ecochard“ bedrohten Altstadt von Damaskus, führte eine exemplarische Bauaufnahme durch und sanierte den Suqaq Humrawi an der Omayaden-Moschee.
Hilpert wurde 1984 als Professor an der FH Wiesbaden berufen und lehrte dort bis 2012 Städtebau, Entwerfen und Gestalten. Er ist mit der Kunsthistorikerin Dr. Gabriele Kiesewetter verheiratet, hat zwei Söhne und lebt in Heidelberg.

## Werk

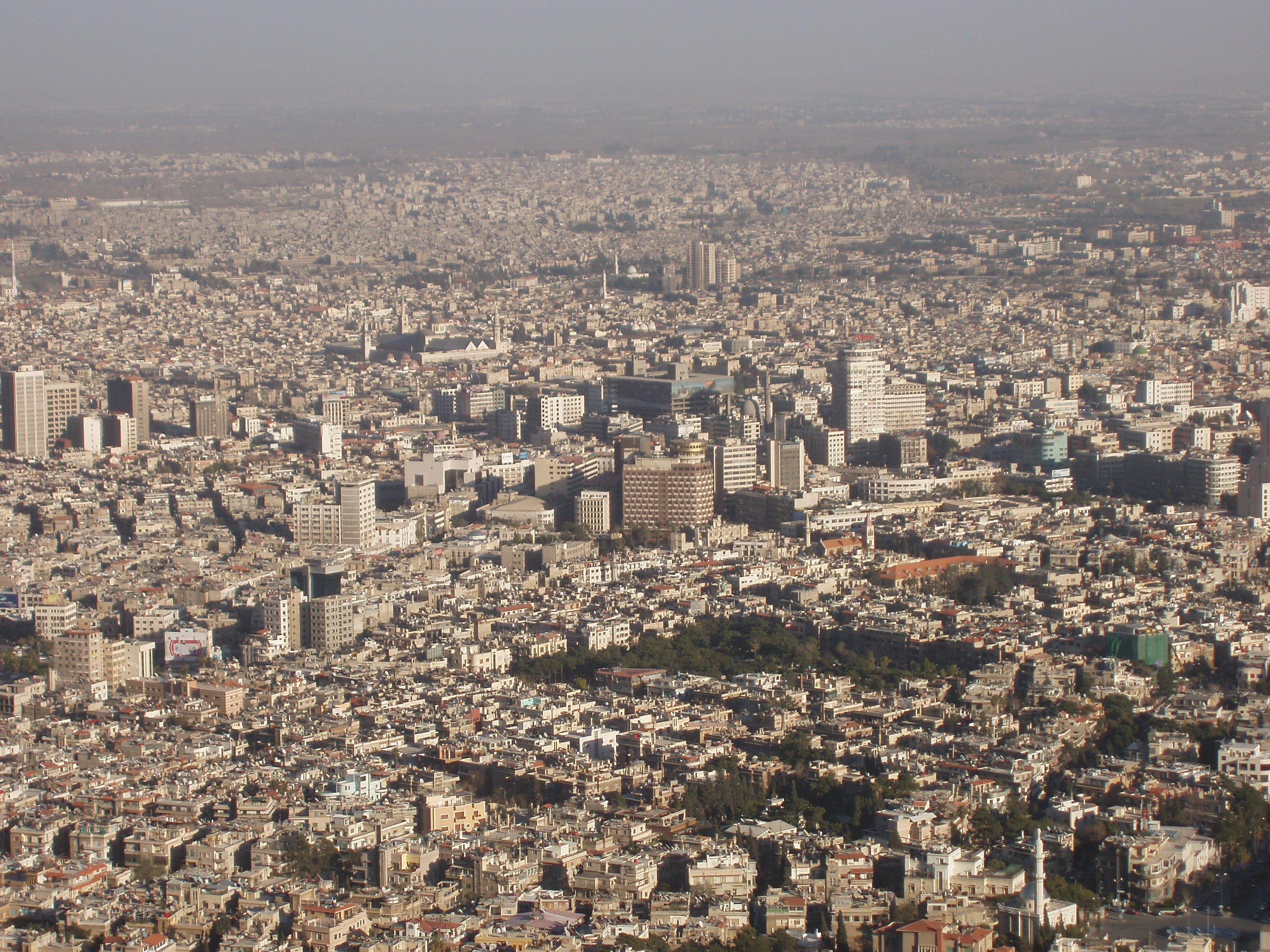
Damaskus, Stadtansicht, Foto: Feldstein

1988 übernahm Hilpert eine Gastprofessur an der Graduate School of Fine Arts, University of Pennsylvania, Philadelphia und steht seitdem im fachlichen Austausch mit Architekturtheoretikern wie Joseph Rykwert, Kenneth Frampton, Manfredo Tafuri, Claude Schnaidt, Tomás Maldonado. 1990 führte er das Forschungsprojekt Osthafen in Frankfurt der Landes Hessen 1990 durch, plante große Areale mit Rahmenmodell und Simulation und entwickelte neue experimentelle Methoden eines umweltgerechten Städtebaus. Er wurde neben Oswald Mathias Ungers, Herzog & de Meuron u. a. zum städtebaulichen Wettbewerb für die Weltausstellung Hannover eingeladen, verfasste Gutachten zur Nachentwicklung von Großsiedlungen wie Berlin-Marzahn und arbeitete mit Zukunftsforschern wie Landschaftsplanern aus Frankreich zusammen. Das Thema „Erbe und Erblast der Moderne“ wurde zum Schwerpunkt seiner Lehre und Forschung. Sein von der DFG (Deutsche Forschungsgemeinschaft) und der UNESCO gefördertem Kolloquium „Le Corbusier in Deutschland“ im Jahr 1996 in Wiesbaden führte er in zahlreichen  Städten durch und ermöglichte Forschungen mit Kollegen in Nancy, Paris und Brüssel über die Nachkriegsmoderne in Deutschland (Deutsche Nachkriegsarchitektur, Internationale Bauausstellung Berlin, Kirchen von Rudolf Schwarz, Ernst Neufert, Stadtvisionen der 60er) und Europa.
1999 wurde Hilpert zum Mitglied des Wissenschaftlichen Beirats der Stiftung Bauhaus Dessau sowie der „Première Rue“, Cité Radieuse Le Corbusier in Briey-en-Foret ernannt. Er hielt Vorträge in  Mexiko und im Jahr 2000 in Chicago,  Cincinnati und Boston („German Architecture from Bauhaus to the Future“). Die Dokumentation des Werkes von Mies van der Rohe in den USA. ergänzte Hilpert mit der Ausstellung „Mies van der Rohe im Nachkriegsdeutschland“, die er mit Studenten erarbeitete und 2002 in den Meisterhäusern Dessau zeigte. In Partnerschaft mit Reinhold Rüttenauer, der als Student im Büro von Egon Eiermann am Deutschen Pavillon für die Weltausstellung Brüssel 1958 mitarbeitete, beteiligte er sich erfolgreich an zahlreichen städtebaulichen Wettbewerben und erarbeitete städtebauliche Gutachten zur Sanierung und Erneuerung von Wohnsiedlungen der Nachkriegszeit.

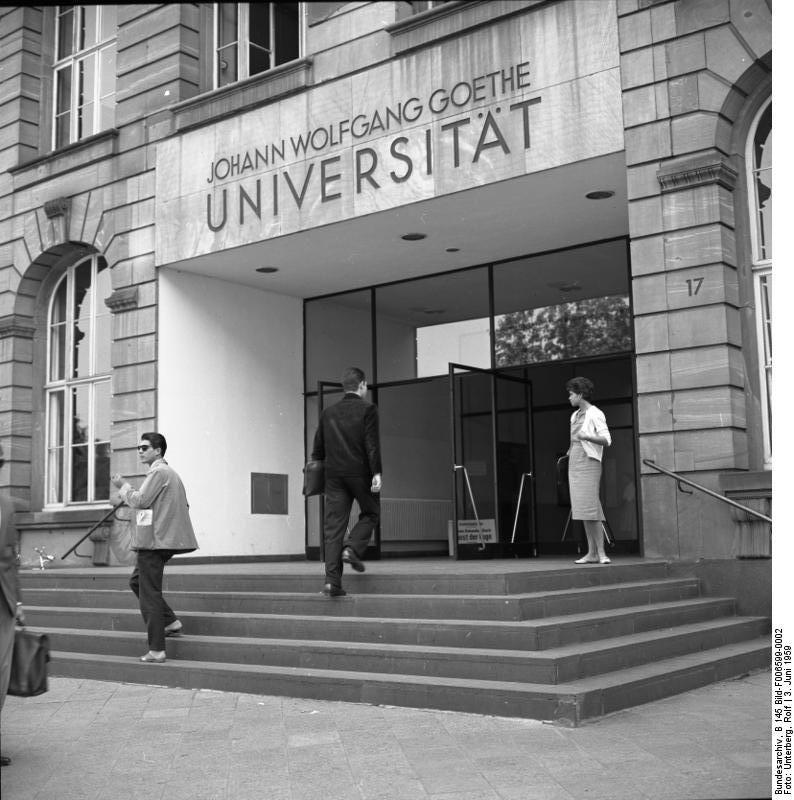
Ferdinand Kramer: Bauen im Bestand (Nachkriegsmoderne). Neues Portal zur Johann Wolfgang von Goethe-Universität Frankfurt, Foto: Bundesarchiv B 145 Bild-F006599-0002

2004 setzte Hilpert Methoden der Bauaufnahme für Gebäude der Moderne zur „Dokumentation eines vom Abriss gefährdeten Baus“ im Zuge des Forschungsprojekts „Philosophikum“ von Ferdinand Kramer ein. An diesem Forschungsprojekt wie bei seinen städtebaulichen Entwürfen zur Rekonstruktion kriegszerstörter Städte und der Studie „Umbauten für das Leben und Wohnen im Alter“ in den Jahren 2004 bis 2006 arbeitete Hilpert mit Studenten zusammen, um mit ihnen fachliche Grundlagen für einen zukünftigen Studiengang „Bauen im Bestand“ zu entwickeln.
Mit dem von der DFG geförderten Kolloquium „Modern Architecture in Postwar Europe“  lieferte er 2005 einen Überblick über den Forschungsstand zur Nachkriegsmoderne in Europa, tauschte sich wissenschaftlich mit ausländischen Hochschulen und Professoren im vernetztes Forschungsprojekt der DFG „Denkmal Moderne“ aus und begleitete in internationaler Zusammenarbeit Doktorarbeiten von hochqualifizierten Absolventen der HS Rhein-Main. Er erweiterte diesen Austausch im Fach Bauforschung und Städtebau mit Hochschulen in Indien, Brasilien und China, wo er mit der Jiaotong University in Chengdu in Lehre und Forschung zusammenarbeitete.
Mit seinem 2015 vom Springer-Vieweg Verlag veröffentlichten Buch Century of Modernity, Architektur und Städtebau, Essays und Texte fasste er seine Einsichten und Erkenntnisse zur Baukultur der Moderne von 1904 bis 2016 zusammen.

## Schriften
- Le Corbusier. Analyse seiner Architektur. Katalog zu einer Photoreise von 1965. Eigenverlag Stadtbücherei Ludwigshafen. September 1966
- Die Funktionelle Stadt. Le Corbusiers Stadtvision, Bedingungen, Motive, Hintergründe (= Bauwelt Fundamente. 48). Vieweg, Braunschweig 1978, ISBN 3-528-08648-3.
- Le Corbusiers  „Charta von Athen“. Kritische Ausgabe, Einführung: Der Historismus und die Ästhetik der Moderne. (= Bauwelt Fundamente. 56). Vieweg, Braunschweig 1984/1988, ISBN 3-528-08756-0.
- Hufeisensiedlung Britz 1926–1980. Ein Siedlungsbau der 20er Jahre als Studienobjekt. (= Dokumente aus Forschung und Lehre. Nr. 1). TU Berlin, Berlin 1980, ISBN 3-7983-5053-1.
- Walter Gropius. Das Bauhaus in Dessau. Von der Idee zur Gestalt. Fischer, Frankfurt 1999, ISBN 3-596-12900-1.
- Mies van der Rohe im Nachkriegsdeutschland. Das Theaterprojekt, Mannheim 1953. E.A. Seemann, Dresden 2002, ISBN 3-363-00770-1.
- mit Anke Sablowski u. a.: Town in Mind. Urban Vision – 15 projects. Vorwort: Paul Virilio. Form + Zweck, Berlin 2004, ISBN 3-935053-08-8 (engl./deutsch).
- mit Ard Bosenius, Jaroslaw Knoppek und Anke Sablowski: Ferdinand Kramers Hochhaus des Philosophen, Frankfurt 1961. Moderne vor dem Abriss. bauhauspress, Wiesbaden 2007.
- mit Ard Brosenius, Jasmin Brückmann und Julius Carius: Modern Architecture in Postwar Europe. Kolloquium zur europäischen Nachkriegsarchitektur. Die Dokumentation. bauhauspress, Wiesbaden 2007.
- Century of Modernity. Architektur und Städtebau. Essays und Texte. Springer Vieweg, Wiesbaden 2015, ISBN 978-3-658-07042-7.